# Pomník obětem komunismu (Masaryktown)
Pomník obětem komunismu v Masaryktownu v Torontu byl slavnostně odhalen v roce 1989. Jeho autorem je český sochař a exulant Josef Randa, který pomník vybudoval jakožto sochu „znovuukřižovaného“. Jde o sochu muže (který má symbolizovat trpící národ), ukřižovaného na obřím srpu a kladivu. Vzpírající se tělo muže pak vyjadřuje úsilí vymanit se zpod krutého komunistického útlaku. Celý pomník je zároveň interpretován též jako ostrý protiklad vůči slavnému sousoší Dělník a kolchoznice sovětské sochařky Věry Ignaťjevny Muchinojové z roku 1937. 
V roce 2002 věnoval český velvyslanec v Kanadě, Vladimír Kotzy, repliku pomníku městu Gatineau jakožto příspěvek k jeho projektu Sál národů.